# Gerd Van Loock
Gerd Van Loock, né le 28 février 1961, est un dessinateur de bande dessinée flamand. Avec son collègue Philippe Delzenne, il dessine la série de bande dessinée Gil et Jo dans l'équipe du Studio Jef Nys.

## Biographie
Gerd Van Loock naît le 28 février 1961. Il suit une formation aux beaux-arts et à l'animation, avant de rejoindre l'équipe artistique de Jef Nys en 1986. Remplaçant initialement Philippe Delzenne, il collabore depuis aux albums de la série classique Gil et Jo.
Depuis la mort de Jef Nys, son collègue Philippe Delzenne et lui ont pour tâche de poursuivre la série de bandes dessinées Jommeke, sous les règles strictes de non-violence, pas d'armes, pas de sexe, pas de drogue, etc. Depuis l'album no 251, Gerd Van Loock et Philippe Delzenne sont également crédités sur les albums de Gil et Jo.
En 2024, cet auteur n'est pas encore traduit en français.

## Prix et distinctions
- 2012 :  Crayon d'or au Festival de bande dessinée de Middelkerke à Middelkerke, partagé avec Philippe Delzenne pour Jommeke[4].